# Каспар фон Мансфелд-Хинтерорт
Каспар фон Мансфелд-Хинтерорт (на немски: Kaspar/Caspar von Mansfeld-Hinterort; * ок. 1510; † 26 октомври 1542 в Унгария) е граф на Мансфелд-Хинтерорт.
Той е вторият син на граф Албрехт VII фон Мансфелд-Хинтерорт (1480 – 1560) и съпругата му графиня Анна фон Хонщайн-Клетенберг (ок. 1490 – 1559), дъщеря на Ернст IV фон Хонщайн-Клетенберг и Фелицитас фон Байхлинген.
Каспар фон Мансфелд-Хинтерорт е убит в битка в Унгария на 26 октомври 1542 г.

## Фамилия
Каспар фон Мансфелд-Хинтерорт се жени на 28 август 1539 г. в Зиген за графиня Агнес фон Вид (* ок. 1505; † 3 април 15889), дъщеря на граф Йохан III фон Вид и графиня Елизабет фон Насау-Диленбург. Те имат една дъщеря:
- Анна фон Мансфелд-Хинтерорт (* ок. 1520/1542; † 25 юли 1583), омъжена на 24 юни 1564 г. за граф Лудвиг фон Еверщайн-Наугард (* 1527; † 25 март 1590), син на граф Георг фон Еверщайн (1481 – 1553).

Агнес фон Вид се омъжва втори път на 11 юни 1545 г. за граф Фридрих Магнус I фон Золмс-Лаубах (1521 – 1561).